# Marcelo Domingues
Marcelo Domingues nascido no Rio de Janeiro, foi um cantor e tecladista da Igreja Universal do Reino de Deus em São Paulo. Ele já lançou um disco pela Line Records em 2005. Um de suas canções, foi usada no álbum As Canções Preferidas do Bispo Macedo.
Marcelo ficou conhecido como ex-tecladista da Catedral de Santo Amaro da Igreja Universal do Reino de Deus em São Paulo por seu talento como cantor e instrumentista, sendo por muitas vezes o tecladista oficial do bispo Edir Macedo durante reuniões em outras Igrejas.
Cantor e tecladista da Igreja Universal em São Paulo, Marcelo Domingues foi convidado a gravar seu primeiro CD pela Line Records em 2005, e fez sua estréia no mercado com o disco "Meu Clamor". Com a produção de Tonny Sabetta, o CD apresenta composições de Josué Teodoro, Bispo José Rocha, Bispo Adilson Silva e Rogério Luís, entre elas, "Sou Grato ao Senhor", "Justiça do Senhor" e "Escuta a Minha Oração", alguns dos destaques.  Tonny Sabetta assina 3 faixas ("Fonte", "Seguro Estou" e "Já Venci") e imprime sua marca de louvor intimista misturado com toques sertanejos.
"Já Venci", a única faixa mais animada, é um exemplo, trazendo vocais e teclados bastante usados em outras produções de Tonny, remetendo ao country melódico. Outra marca registrada do produtor, presente no CD, são os arranjos de cordas, com destaque para o violino, como em "Meu Clamor"  1ª faixa de trabalho, com a participação especial de Márcio José (que fez dueto com Liriel na canção "Creio em Ti")  "Decisão" e "Tua Glória em Minha Vida".
O ponto alto do disco é a regravação de "Não Há Barreiras" (Elvis Tavares), grande sucesso de Álvaro Tito, aqui numa versão mais lenta.

## Discografia
- Meu Clamor (2005)
- Seleção de Ouro - Marcelo Domingues (2009)